# Palazzo Mazzitelli
Palazzo Mazzitelli è un importante edificio della città di Reggio Calabria che occupa la parte ad angolo dell'isolato che affaccia su via Fata Morgana, sul Corso Garibaldi e a lato confina con la piazzetta di San Giorgio. 

## Storia e descrizione
Progettato dall'architetto Camillo Autore fu ricostruito nello stesso luogo in cui sorgeva prima del terremoto del 1908 e completato nel 1927 con un piano in meno. L'edificio attualmente è sede di uffici e negozi. 
Il manufatto architettonico si articola su due piani fuori terra con planimetria di forma quadrata e con un cortile interno.
I prospetti risultano permeati da canoni classici con influssi dell'architettura liberty. Il prospetto principale, posto sulla via Fata Morgana, presenta al piano terra un trattamento delle pareti a bugnato sopra un basamento, l'ingresso, che conduce ad un atrio ed alla scala a gomito che porta al primo piano, è racchiuso entro due colonne che sostengono un balcone e le finestre sono architravate. Al primo piano le pareti sono trattate con intonaco liscio ad esclusione delle parti ad angolo, le aperture sono caratterizzate da timpani ricurvi racchiusi entro una fascia che corre per tutte le facciate riccamente decorata a motivi floreali, negli altri prospetti si ripetono gli stessi elementi architettonici che si differenziano per la disposizione dei balconi con caratteristica ringhiera in ferro battuto artistico. Il palazzo termina con un cornicione dentellato e una balaustra con un ritmo seriale di pilastrini.